# Old Woman River
Old Woman River är ett vattendrag i Kanada.   Det ligger i provinsen Ontario, i den sydöstra delen av landet, 700 km väster om huvudstaden Ottawa.
I omgivningarna runt Old Woman River växer i huvudsak blandskog. Trakten runt Old Woman River är nära nog obefolkad, med mindre än två invånare per kvadratkilometer.